# Torrelisa
Torrelisa es una localidad española perteneciente al municipio de El Pueyo de Araguás, en el Sobrarbe, provincia de Huesca, Aragón. 
Tiene 21 habitantes

## Toponimia
Fernando Blas Gabarda y Fernando Romanos Hernando documentan el nombre Torrolisa en relación con Torrolluela y Torrocilla. En la actualidad aún existen hablantes de aragonés tanto en la población como en los pueblos de alrededor 

## Geografía
Torrelisa se sitúa a 870 m s. n. m., a 7 km de El Pueyo de Araguás (la capital del municipio), a 13 km de Aínsa (la capital de la comarca) y a 123 km de Huesca (la capital de la provincia).
La capital de la comarca es Boltaña junto con Ainsa

## Fiestas
- 17 de enero: fogatas de san Antón y fiesta de invierno.
- 1 de agosto: Fiesta Mayor en honor a san Pedro.